# Episodi di The Life of Riley (prima stagione)
La prima stagione della serie televisiva The Life of Riley è stata trasmessa in anteprima negli Stati Uniti d'America dalla National Broadcasting Company tra il 2 gennaio 1953 e il 26 giugno 1953.
| nº | Titolo originale              | Titolo italiano | Prima TV USA     | Prima TV Italia |
| -- | ----------------------------- | --------------- | ---------------- | --------------- |
| 1  | Babs' School Election         |                 | 2 gennaio 1953   |                 |
| 2  | Riley's Gift from the Boss    |                 | 9 gennaio 1953   |                 |
| 3  | Riley's New Suit              |                 | 16 gennaio 1953  |                 |
| 4  | The Cake Contest              |                 | 23 gennaio 1953  |                 |
| 5  | Riley's Kiss in the Dark      |                 | 30 gennaio 1953  |                 |
| 6  | Riley Proves His Manhood      |                 | 6 febbraio 1953  |                 |
| 7  | Riley's Sister Cissy          |                 | 13 febbraio 1953 |                 |
| 8  | Riley and the Bean Contest    |                 | 20 febbraio 1953 |                 |
| 9  | Riley the Scoutmaster         |                 | 27 febbraio 1953 |                 |
| 10 | Riley Invades the Fight Game  |                 | 6 marzo 1953     |                 |
| 11 | Riley's Lost Weekend          |                 | 13 marzo 1953    |                 |
| 12 | Junior Wins the Soapbox Derby |                 | 20 marzo 1953    |                 |
| 13 | Riley's Family Reunion        |                 | 27 marzo 1953    |                 |
| 14 | Riley's Business Venture      |                 | 3 aprile 1953    |                 |
| 15 | Riley Camps Out               |                 | 10 aprile 1953   |                 |
| 16 | Riley Steps Out               |                 | 10 aprile 1953   |                 |
| 17 | Riley's Operation             |                 | 17 aprile 1953   |                 |
| 18 | Riley the Executive Type      |                 | 1º maggio 1953   |                 |
| 19 | Riley Engages an Escort       |                 | 8 maggio 1953    |                 |
| 20 | Riley Cultivates Babs         |                 | 15 maggio 1953   |                 |
| 21 | Riley's Uncle Baxter          |                 | 22 maggio 1953   |                 |
| 22 | Riley Outwits Cupid           |                 | 29 maggio 1953   |                 |
| 23 | Riley Gets Engaged            |                 | 5 giugno 1953    |                 |
| 24 | Riley Punishes Junior         |                 | 12 giugno 1953   |                 |
| 25 | Riley Meets a Rival           |                 | 19 giugno 1953   |                 |
| 26 | Riley the Typical Worker      |                 | 26 giugno 1953   |                 |